# مویین‌زبان‌ها
مویین‌زبان‌ها(نام علمی: Trichoglossus) نام یک سرده از زیرخانواده شهدخورطوطیان است.